# Eupholidoptera astyla
Eupholidoptera astyla är en insektsart som först beskrevs av Willy Adolf Theodor Ramme 1927.  Eupholidoptera astyla ingår i släktet Eupholidoptera och familjen vårtbitare. Inga underarter finns listade i Catalogue of Life.